# Lav Eli
Lav Eli (вірм. Լավ էլի)  — вірменський альтернативний рок-гурт, створений  1996 року у Ванадзорі, Вірменія.

## Історія
Гурт створили учасники Snack Мгер Манукян та Гор Мхітарян. До них приєдналися двоє учасників з іншого місцевого гурту ALQ —  та Давид Григорян, і таким складом гурт почав записувати матеріал, і через рік обмеженим тиражем на аудіокасетах випустив перший альбом Arajin LAV Album (Перший Хороший Альбом). Альбом складався з 21-ї пісні  — 11 вірменською та 10 пісень англійською. 1999 року гурт випустив другий альбом, Essays, цього разу за допомогою впливового вірменського рок-продюсера Артема Айвазяна, який дав альбому ротації, а пісні звучали в ефірі популярної єреванської рок-радіостанції Radio Burg. Завдяки цьому гурт став відомий у Вірменії. Також гурт почав з'являтися на телебаченні. Пісні «Djampordakan» і «Gta qez yerkenqum» стали хітами. Незважаючи на те, що на той час у них не було широкого комерційного успіху, їх популярність зростала за допомогою живих виступів, виступів на телебаченні та загального впливу ЗМІ. У грудні 1999 року через творчі розбіжності Мгер Манукян покинув групу, а Гор почав сольну кар'єру. Гурт припинила діяльність до грудня 2001 року, коли за ініціативи Гора Мхітаряна гурт знов зібрався і протягом 14-ті місяців музиканти підготували матеріал для нового альбому. Вже через рік гурт бува готовий почати запис альбому, однак через підвищення цін на незалежних лейблах після цифрової революції, у них не було коштів, щоб випустити компакт-диск та проект був відкладений на невизначений термін. Протягом двох років, Гор Мхітарян та Ваге Тертерян жили в Лос-Анджелесі, Мгер Манукян працював в Єревані, а Давид Григорян грав в різних гуртах Єревану та Ванадзора. Нарешті 2006 року був записаний вірменомовний альбом, що отримав назву Notes from Vanazor: Urban Armenian Rock. Він став першим комерційно успішним альбомом гурту. Після 2008 року гурт був неактивним, але й про розпад колективу оголошено не було. У червні 2012 року гурт після довгої перерви знову оголосив про свої виступи: в липні відбулися чотири open-air концерти у   Ванадзорі, під час яких гурт оголосив про вихід нового альбому.

## Учасники
- Мгер Манукян— вокал, гітара
- Гор Мхітарян— гітара, бек-вокал
- Вахе Тертерян— бас
- Давид Григорян  — ударні

## Альбоми
- 1995  — "Aha ev menq"
- 1997  — "Arajin LAV Albom"
- 1999  — "Essays"
- 2006  — "Notes from Vanazor: Urban Armenian Rock"
- 2012  — TBA